# Fome nas terras Checas
Este artigo discute uma série de fomes históricas na área da atual República Checa. Várias fomes conhecidas ocorreram pelas terras Checas entre 1272 e 1847. Chuva excessiva, baixas temperaturas, granizo, guerras e doenças foram as principais causas das fomes.
A primeira fome conhecida nas terras Checas ocorreu de 1272 até 1282, causada por guerra e pelo clima, que reduziu o volume das colheitas da região. A primeira instância da fome pegou os habitantes desprevenidos e causou 600.000 mortes, a maioria por pragas endêmicas, apesar de que tenha havido algumas ocorrências de canibalismo.
Fomes locais também transpiraram pelas regiões Checas em 1318, causa por guerra, e em 1361 e 1366, causadas por falhas na colheita. Os anos de 1432 até 1434 são conhecidos como "anos de fome" nas terras Checas, onde foram enfrentados problemas climáticos durante as Guerras Hussitas. As Guerras Hussitas foram disputadas na Boémia entre os seguidores do executado Jan Hus, um renomado colaborador do Movimento Protestante. Esta foi uma das primeiras ações militares com o uso de armas portáteis à pólvora. Nos dois anos finais deste conjunto de quatorze anos de guerra, houve uma disparada nos preços dos grãos. Em um certo ponto, os grãos custavam seis vezes o seu preço anterior às guerras.
Em torno de 1560, uma queda de temperatura resultou em outra colheira desapontadora. Fome após a Guerra de Sucessão Austríaca em 1748 matou 1200 pessoas em Doksy, uma cidade ao norte das terras Checas. A próxima fome registrada durou de 1770 até 1771. A causa desta fome foi uma doença nos grãos na monocultura praticada e chuvas pesadas, resultando na morte de 500.000 habitantes, ou vinte porcento da população, além de radicalizar revoltas camponesas. Essa fome foi encerrada com a importação de batatas, e aumento da produção de batatas no futuro.
A ultima fome em massa nas terras Checas foi na Silésia em 1847, causada por uma doença nas batatas, levando à morte mais de 20.000 pessoas.